# Patronnes des communautés autonomes d'Espagne

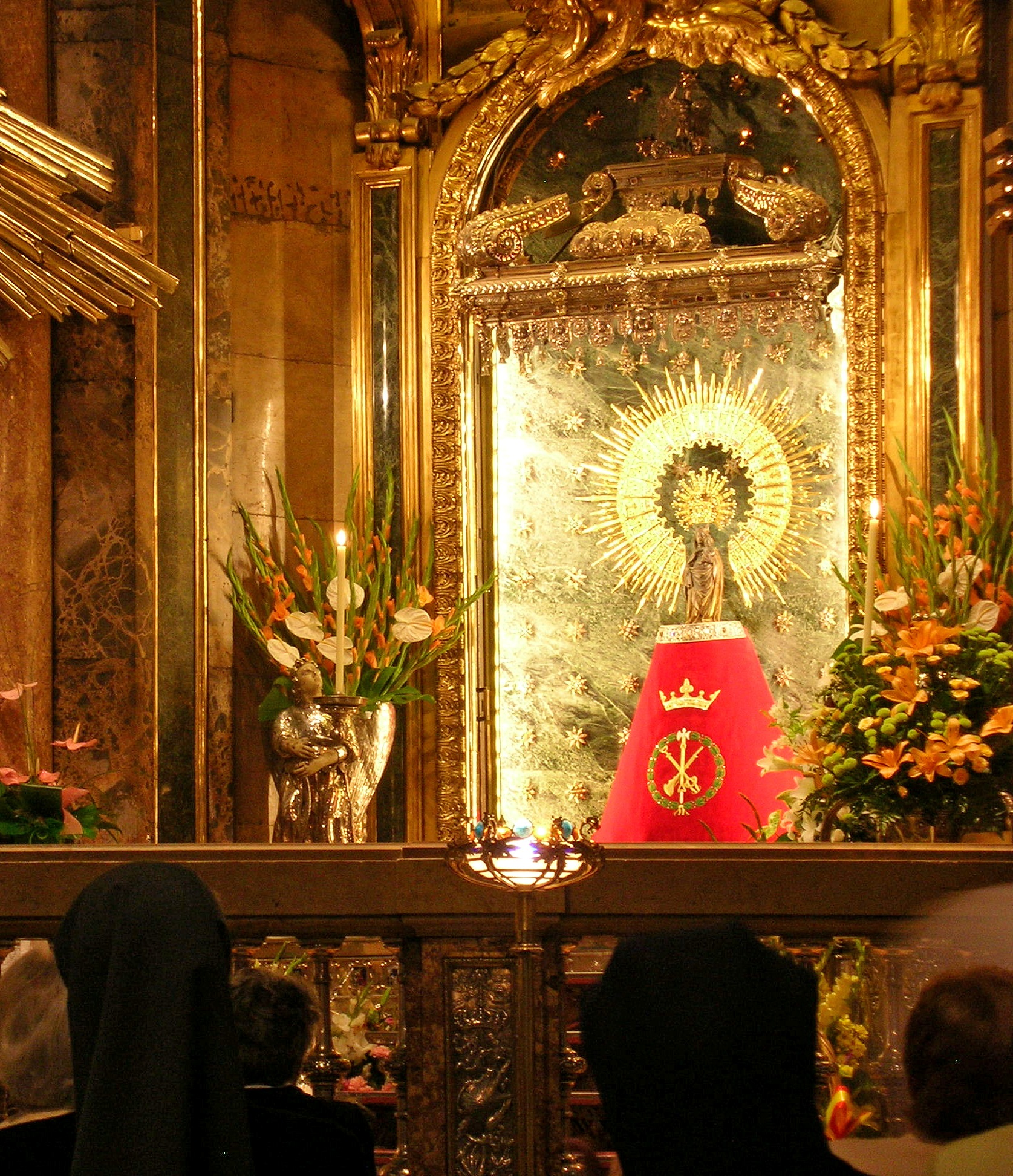
Statue de la Vierge du Pilier, Patronne de l'Aragon.

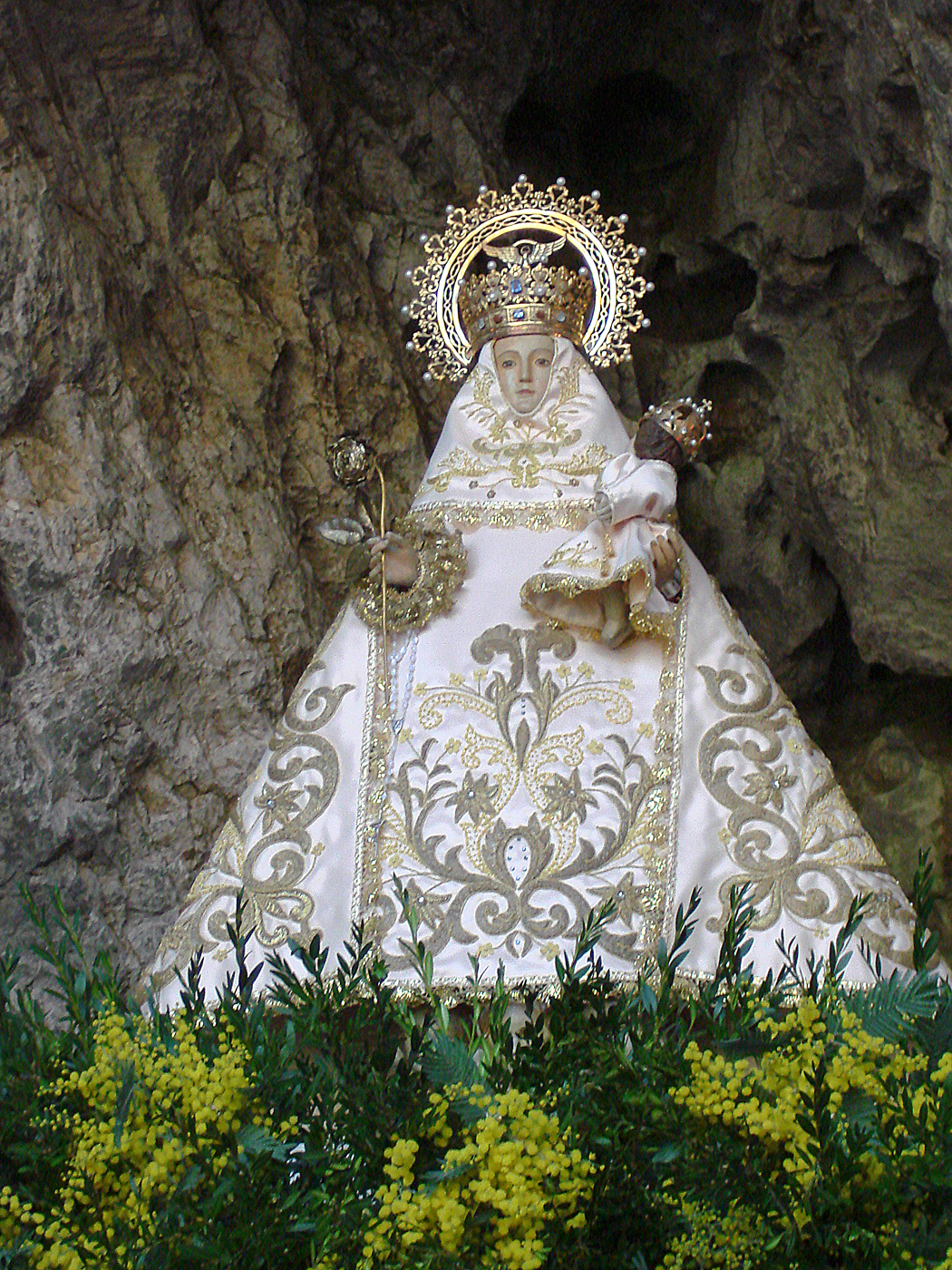
Statue de la Vierge de Covadonga, patronne des Asturies.

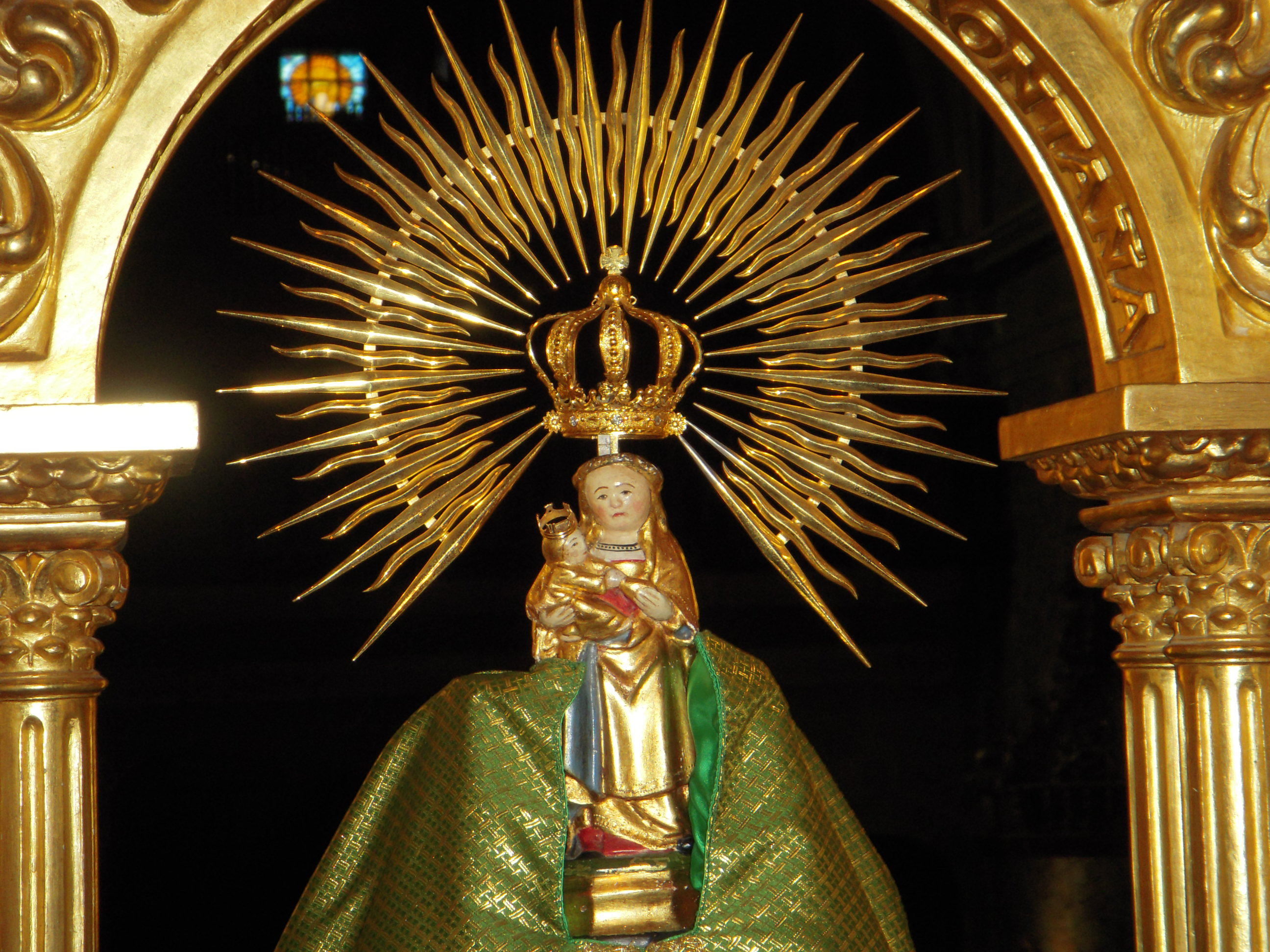
Vierge de la Bien Aparecida, patronne de Cantabrie.

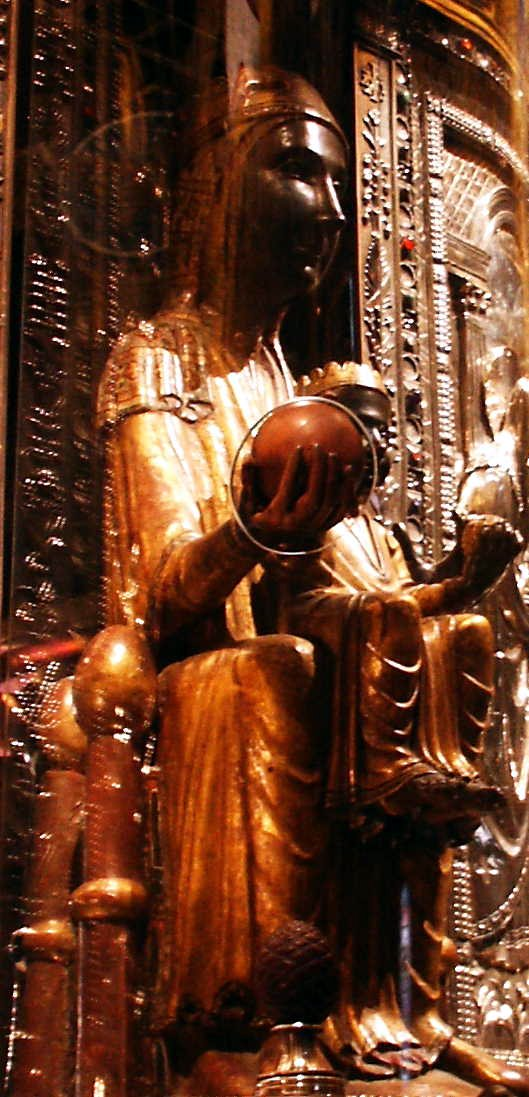
La patronne de Catalogne, la Vierge de Montserrat.

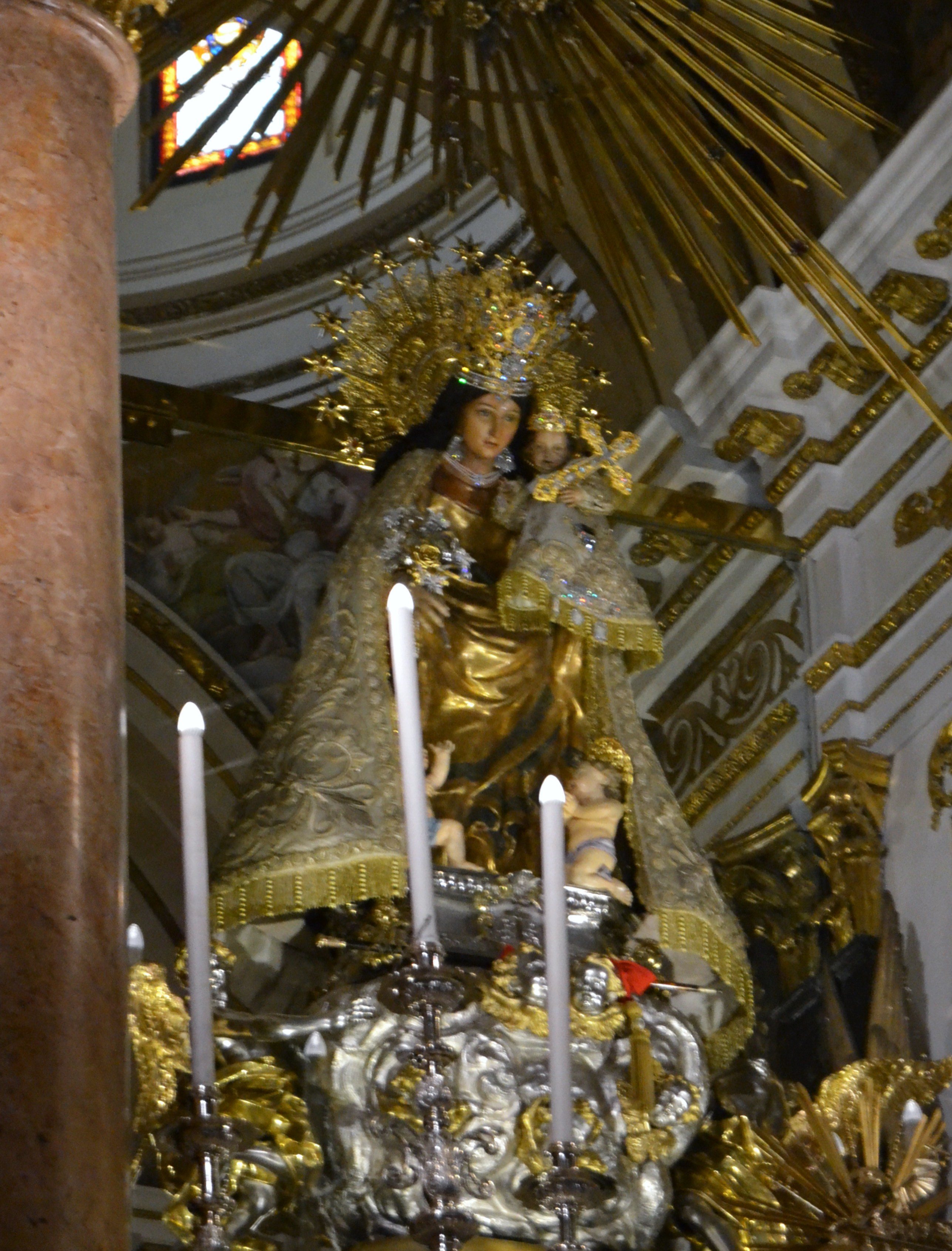
Mère de Dieu des Abandonnés, patronne de la Communauté Valencienne.

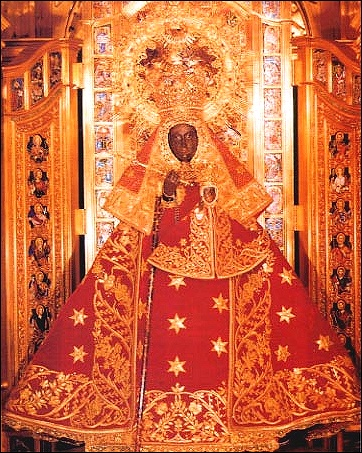
Statue de la Vierge de Guadalupe, patronne d'Estrémadure.

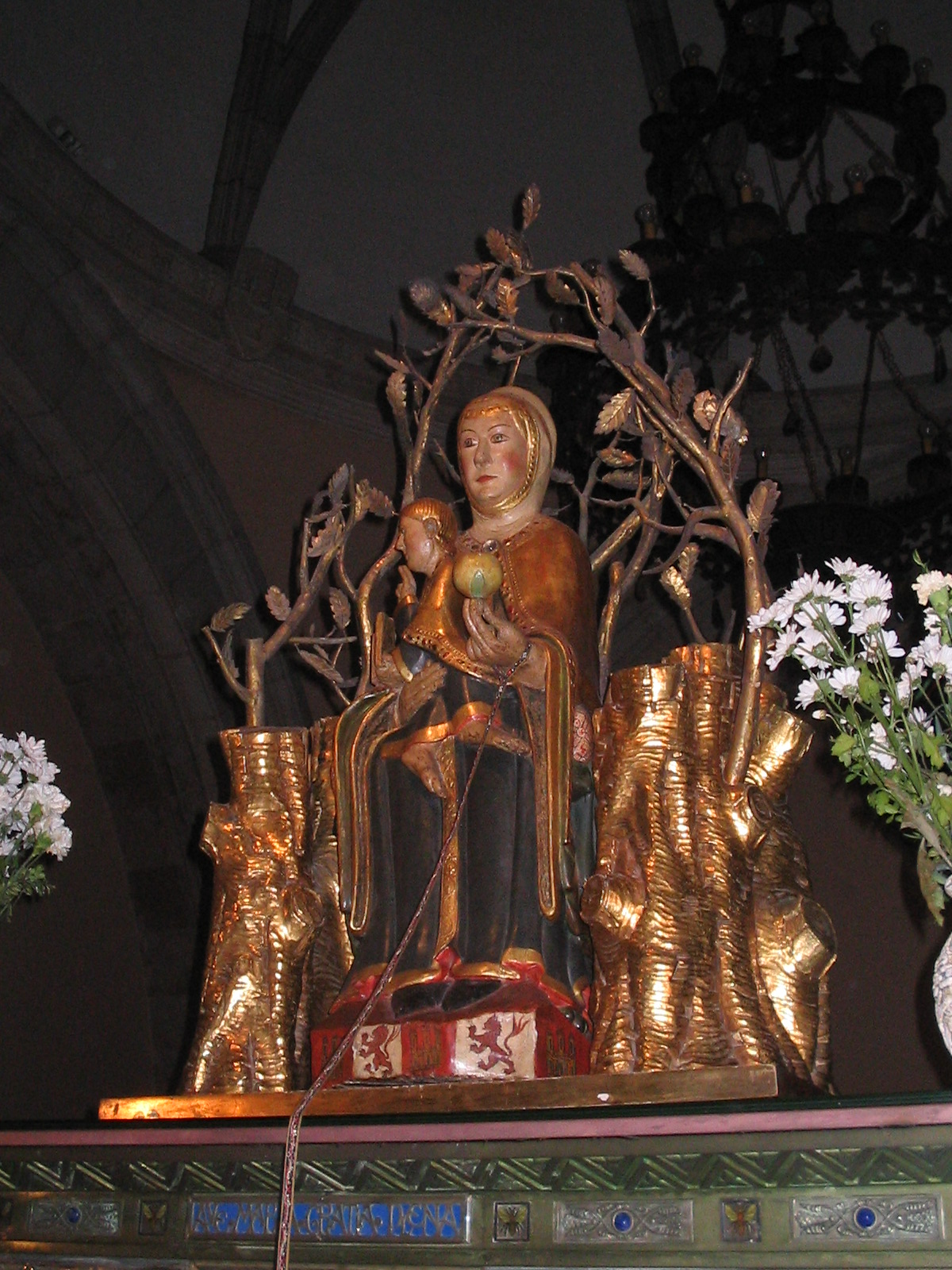
Statue de la Vierge de Valvanera, patronne de la Rioja.

Les patronnes des communautés autonomes d'Espagne, sont des invocations de la Vierge Marie qui ont été déclarées par le Vatican patronnes de certaines communautés autonomes d'Espagne. La liste comprend également certains saints patrons des communautés autonomes ou saints vénérés par la population en tant que patrons ou co-patrons.
Ces huit patronnes sont:
- Vierge du Pilier - patronne de l'Aragon[1]

- Vierge de Covadonga - patronne des Asturies[2],[3]

- Vierge Bien Apparue (es) (Virgen de la Bien Aparecida) - patronne de Cantabrie[4],[5]

- Vierge de Montserrat - patronne de Catalogne[6],[7]

- Mère de Dieu des Abandonnés (Mare de Déu dels Desamparats) - patronne de la communauté valencienne[8],[9]

- Vierge de Guadalupe - patronne de l'Estrémadure[10],[11]

- Vierge de Valvanera (es) - patronne de La Rioja[12],[13]

- Vierge de Candelaria - patronne des Canaries[14],[15],[16]

## Communautés autonomes

### Aragon
La Vierge du Pilier est la sainte patronne de l'hispanité, et elle est vénérée dans la basilique éponyme de Saragosse. Elle est la patronne de la communauté autonome d'Aragon.
Le saint patron est saint Georges.

### Asturies
La Vierge de Covadonga, connue populairement comme "La Santina" est une statue de la Vierge Marie qui se trouve dans une grotte à Covadonga, commune de Cangas de Onís, Asturies. La statue primitive a été détruite dans un incendie. La statue actuelle date du XVIe siècle et a été donnée au sanctuaire par la cathédrale d'Oviedo en 1778. Sa fête se célèbre le 8 septembre. Depuis la bataille de Covadonga, la Vierge est déclarée patronne des Asturies.
Il n'existe aucun autre patronage officiel pour la communauté, bien la patronne de l'archidiocèse d'Oviedo (qui englobe tout le territoire des Asturies) est sainte Eulalie de Mérida, également de l'époque de la Reconquête.

### Cantabrie
La Vierge de la Bien Aparecida est la patronne du diocèse de Santander et de la communauté autonome de Cantabrie. L'apparition de sa petite statue de 21 cm, eut lieu en 1605 à la fenêtre d'un ermitage situé en haut de Marrón (es), et depuis 1905, elle est patronne du diocèse et de Cantabrie. Chaque 15 septembre, on célèbre sa fête.
Il n'existe aucun autre patronage officiel pour la communauté, bien les saints Hémétère et Chélidoine sont les saints patrons du diocèse de Santander, qui englobe presque toute la communauté autonome de Cantabrie.

### Catalogne
La Vierge de Montserrat, connue populairement comme « La Moreneta », est la patronne de la Catalogne. Elle se trouve au Monastère de Santa Maria de Montserrat. C'est un symbole pour la Catalogne, devenu un but de pèlerinage pour les croyants et un but de visite obligé pour les touristes. Le 11 septembre 1844, le pape Léon XIII déclara officiellement la Vierge de Montserrat patronne du diocèse de Catalogne. Il lui accorda aussi le privilège d'avoir sa propre messe et ses propres offices. Sa fête se célèbre le 27 avril.
Le saint patron de la Catalogne est saint Georges.

### Communauté Valencienne
La Mare de Déu dels Desamparats est la patronne de la communauté valencienne. Elle est représentée avec un lys dans une main et avec l'Enfant Jésus portant la croix dans ses bras. Elle est vénérée à la basilique de la Vierge des Abandonnés (es). Le 21 avril 1885, le pape Léon XIII a émis une bulle pontificale qui désigne comme patronne de Valence la Mare de Déu dels Desamparats, mais son couronnement officiel n'est intervenu qu'en 1923. La fête se célèbre le second dimanche de mai.
Le patron masculin de la Communauté valencienne est saint Vincent Ferrier.

### Estrémadure
La Vierge de Guadalupe est une invocation de la Vierge Marie dont le sanctuaire est le monastère royal de Santa María de Guadalupe, qui se trouve dans la ville de Guadalupe (Cáceres). Elle est la patronne de l'Estrémadure. Sa fête se célèbre le 8 septembre.
Le saint patron d'Estrémadure est saint Pierre d'Alcántara.

### La Rioja
La Vierge de Valvanera est une invocation de la Vierge Marie qui se vénère dans la Sierra de la Demanda au monastère de Valvanera (es) (La Rioja) dont elle est la patronne. Il s'agit d'une statue considérée de style roman primitif, de la fin du XIe siècle ou début du XIIe siècle.
Il n'existe aucun autre patronage officiel pour la communauté, bien saint Émilien de la Cogolla, est un saint né dans cette communauté et est le saint patron des royaumes de Castille et de Navarre et co-patron de l'Espagne. En raison de son origine, il est également populairement considéré comme le saint patron de La Rioja.

### Îles Canaries

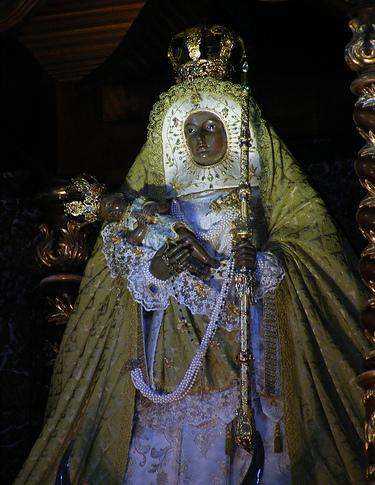
Statue de la Vierge de la Candelaria, patronne des Canaries.

La Vierge de Candelaria est une des invocations les plus anciennes de la Vierge Marie. Elle est la patronne des Canaries; elle est connue comme "La Morenita". Sa fête se célèbre le 2 février et le 15 août. La statue se trouve dans une niche de la basilique de la Candelaria, dans la municipalité de Candelaria sur l'île de Tenerife. La Vierge de Candelaria est fortement implantée et est vénérée dans beaucoup de nations américaines. En 1599 le pape Clément VIII la nomma patronne des Canaries et en 1867 la Congrégation Sacrée des Rites la déclara patronne Principale de l'Archipel des Canaries.
Hormis la Vierge de Candelaria, les îles Canaries n'ont pas officiellement d'autre patronage pour l'ensemble de l'archipel, bien que saint Pierre de Betancur, le premier saint natif de l'archipel, ait été proposé comme co-patron des îles Canaries.

## Autres
Il existe d'autres communautés autonomes qui, sans avoir de dévotion mariale comme patronne de l'ensemble de la communauté, ont des saints patrons masculins :
- Galice : Saint Jacques de Zébédée[25]. Également saint patron de l'Espagne.
- Navarre : Saint Firmin d'Amiens et saint François Xavier[26].

## Source
- (es) Cet article est partiellement ou en totalité issu de l’article de Wikipédia en espagnol intitulé « Patronas de las Comunidades Autónomas de España » (voir la liste des auteurs).